# Cro-Mags
Cro-Mags ist eine US-amerikanische Hardcoreband aus New York. Sie zählt zu den kommerziell erfolgreichsten Vertretern des New York Hardcore. Ihr musikalischer Stil ist durch britischen Oi-Punk sowie Thrash Metal beeinflusst. Der Bandname soll laut Harley Flanagan die Vorstellung von einem „modernen Cro-Magnon-Menschen“ hervorrufen, also einer Art postzivilisatorischem Menschentypus.

## Geschichte

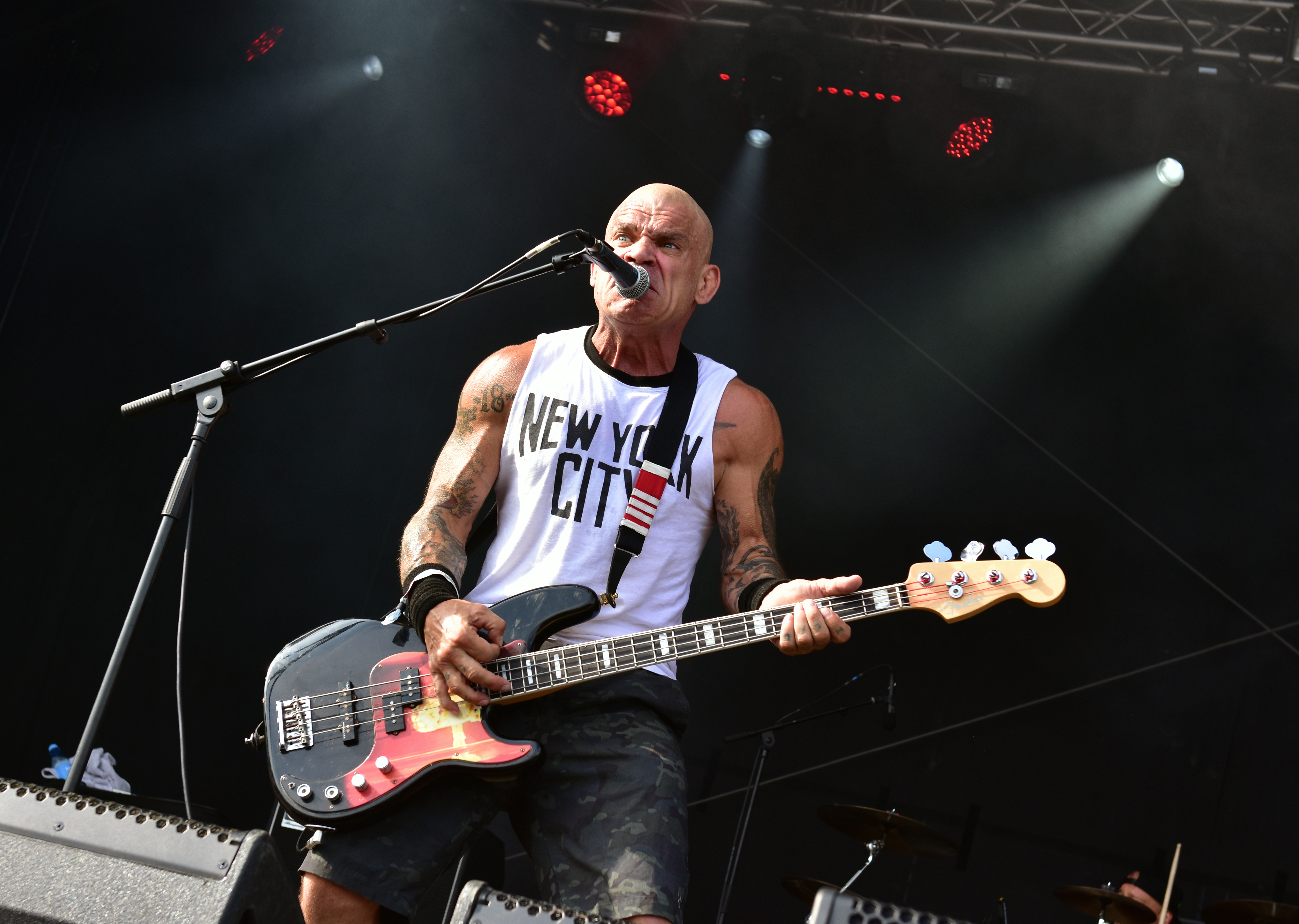
Harley Flanagan, 2024

Über Gründungsjahr und -besetzung der Band gibt es in der Literatur verschiedene Angaben, nicht zuletzt wegen unterschiedlicher Angaben der Bandmitglieder selbst. Einigkeit besteht darüber, dass neben Bassist Flanagan der Manager der Bad Brains, Dave Hahn, als Schlagzeuger und der Gitarrist von Even Worse, Dave Stein, zur Gründungsbesetzung gehörten. Als Gründungsjahr wird 1981 oder 1982 genannt, als Sänger John Joseph, Eric Casanova oder der spätere Antidote-Sänger Louie Rivera. Die Band trat zunächst in häufig wechselnden Besetzungen auf. 1984 kam es dann zur bekanntesten Besetzung der Band. Rund um Flanagan, der sein Skinhead-Image nach einer Irland-Tournee mit seiner vorigen Band The Stimulators entwickelte, entstand ein Quartett mit John Joseph als Sänger, Parris Mayhew an der Gitarre und Mackie Jayson am Schlagzeug.
1984 brachte dieses Quartett ein erstes Demotape namens Age of Quarrel in Umlauf. Die meisten der darauf enthaltenen Songs gelangten dann als Neuaufnahmen mit einem deutlich metallastigeren Sound und gemastert auf das 1986 erschienene Debütalbum The Age of Quarrel. Im Fahrwasser von Bands wie Slayer und Metallica wurde Metal zu der Zeit in den Vereinigten Staaten gerade populär, und so kam es, dass die Cro-Mags – ganz Oi-untypisch instrumental versiert – mit Gruppen wie Motörhead und Megadeth auf Tour gingen. Die Band wusste sich stets sehr gut zu verkaufen. Harley Flanagan machte keinen Hehl daraus, dass er sich aus kommerziellen Überlegungen für John Joseph als Frontmann entschieden hatte. Die kommerzielle Orientierung und der Drang auf große Bühnen stellten freilich die Zugehörigkeit zum NYHC in Frage, der in seinem Wesen sozusagen eine off-Major-orientierte Kleinkunst-Kultur war und ist. Zur gleichen Zeit entdeckten die Cro-Mags, wie auch andere New Yorker Hardcorebands, die Hare-Krishna-Bewegung und übernahmen einige Aspekte für ihre eigene Weltsicht.
Nach der Tour verließen jedoch Joseph und Jayson die Band. So dauerte es bis 1989, ehe das Nachfolgealbum, Best Wishes, veröffentlicht wurde. Flanagan hatte mittlerweile die Position des Sängers übernommen. Ein Plattenvertrag bei Century Media, die Rückkehr von Joseph zur Band und das Album Alpha Omega (1992) sollte eigentlich das Comeback bedeuten. Es folgte Near Death Experience (1993). Ein Jahr später gab es noch ein Live-Album namens Hard Times in an Age of Quarrels. Danach löste sich die Band auf, nachdem sich Joseph und Flanagan zerstritten hatten. Zwischenzeitlich trat Biohazard-Gitarrist Bobby Hambel der Band bei, trat mit Cro-Mags u. a. auf dem Dynamo-Festival 1996 auf.
1998 organisierte John Joseph ein Benefizkonzert in New York, bei dem Sick of It All sowie Madball auftraten. Auch eine Besetzung der Cro-Mags trat auf. Währenddessen gründeten Harley Flanagan und Parris Mayhew die Band Samsara, bei der auch Rocky George (Suicidal Tendencies) spielte. Def Jam Recordings hatte die Rechte an einem Album der Band, doch verschob sich die Veröffentlichung mehrfach. Nach einem kurzen Streit bekam die Band die Rechte am Album zurück und veröffentlichte es unter dem Namen Cro-Mags auf dem eigenen Label Cro Mags Recordings. Anschließend kam es zu einer Namensstreitigkeit zwischen Flanagan und Joseph, so dass es mehrere Jahre zwei Bands mit dem Namen Cro-Mags gab. Nachdem jedoch Flanagan und Mayhew in Streit gerieten, existiert nur noch Josephs Besetzung, während Flanagan mit seiner Band Harley’s War aktiv ist. Im Juli 2012 mündete der Konflikt zwischen Flanagan und der Band in Tätlichkeiten, als ersterer während eines Musikfestivals in New York den damaligen Cro-Mags-Bassisten Mike Couls und eine weitere Person mit einem Messer verletzte. Flanagan berief sich auf Notwehr; eine Anklage wurde später fallengelassen.
2019 wurde ein langanhaltender Rechtsstreit beigelegt, bei dem es um die Namensrechte an der Marke Cro-Mags ging. Protagonisten waren Bandgründer Harley Flanagan sowie der langjährige Sänger John Joseph sowie Schlagzeuger Maxwell „Mackie“ Jayson, die den Bandnamen jeweils für sich beanspruchen wollten. Schließlich einigte man sich außergerichtlich, dass Flanagan den Namen ohne Zusatz führen darf und John Joseph mit seiner Band die Gruppe als Cro-Mags JM (für Joseph und Mackie). Erste Veröffentlichung der Cro-Mags um Flanagan wurde die EP Don’t Give In, die in den Vereinigten Staaten über Victory Records und in Europa über Arising Empire erschien. Noch im selben Jahr gingen die Cro-Mags als Vorband der fast in Originalbesetzung reformierten Misfits auf Tournee durch die Vereinigten Staaten. 2020 wurde Gitarrist Gabby Abularach durch Joseph „Joe“ Affe (ex-M.O.D.) ersetzt.
2022 flammte der Rechtsstreit um die Namensnutzung erneut auf, da Flanagan Joseph vorwarf, andere Schreibweisen als die gerichtlich vorgeschriebene Namensschreibweise seiner Band zu verwenden. Im September des Jahres wurden Flanagan die alleinigen Nutzungsrechte an der Wortmarke „Cro-Mags“ sowie aller möglichen Ableitungen zugesprochen. Josephs Band firmierte im Anschluss zunächst unter dem Namen „JJM“.

## Stil und Bedeutung
Cro-Mags waren eine der ersten Bands, die (neben Agnostic Front) Metal-Elemente in ihren rohen Hardcore aufnahmen. Dieser Umstand und die Tatsache, dass die Band mit zahlreichen Metalgruppen wie Motörhead und Megadeth auftrat, sorgte auch für Konflikte innerhalb der Punkszene, in deren Verlauf der Band kommerzielle Tendenzen vorgeworfen wurden. Des Weiteren wurde die Band vom Maximumrocknroll boykottiert, weil das Cover zur Demo Age of Quarrel homophobe Tendenzen zeige. Auch war es insbesondere Harley Flanagan, der zahlreiche konservative bis rechtsextreme Meinungen in Interviews äußerte. Unter anderem sollten ihm zufolge alle Homosexuellen an AIDS erkranken, weil diese Art des Geschlechtsverkehrs nicht natürlich sei. Auf dem Album Best Wishes wurde ein Schlachthof mit den Konzentrationslagern des Dritten Reiches verglichen. Bei zahlreichen Konzerten kam es zu Protesten von SHARP-Skins, die der Band rechte Tendenzen unterstellten.

## Diskografie
- 1986: The Age of Quarrel (Profile)
- 1989: Best Wishes (Profile)
- 1992: Alpha Omega (Century Media)
- 1993: Near Death Experience (Century Media)
- 2000: Revenge (Cro Mag)
- 2019: Don’t Give In (EP, Arising Empire/Victory Records)
- 2020: In the Beginning (Mission Two Entertainment)

### Kompilationen und Livealben
- 1994: Hard Times in an Age of Quarrel (Livealbum, Century Media)
- 1999: Before the Quarrel (Cro Mag)
- 2006: Twenty Years of Quarrel and Greatest Hits (Cro Mag)
- 2022: Here's To The Ink In Ya (Livealbum, Back on Black)

### DVDs
- 2011: The Final Quarrel: Live at CBGB 2001 (MVD Visual)